# Konstadinos Koukodímos
Konstandinos Koukodímos (Κωνσταντίνος Κουκοδήμος; 14 settembre 1969) è un ex lunghista greco.

## Palmarès
| Anno | Manifestazione          | Sede       | Evento         | Risultato | Prestazione | Note |
| ---- | ----------------------- | ---------- | -------------- | --------- | ----------- | ---- |
| 1991 | Giochi del Mediterraneo | Atene      | Salto in lungo | Oro       | 8,26 m      |      |
| 1994 | Europei                 | Helsinki   | Salto in lungo | Oro       | 8,09 m      |      |
| 1994 | Europei indoor          | Parigi     | Salto in lungo | Argento   | 8,09 m      |      |
| 1995 | Mondiali indoor         | Barcellona | Salto in lungo | 21º       | 7,62 m      |      |
| 1997 | Giochi del Mediterraneo | Bari       | Salto in lungo | Argento   | 7,95 m      |      |